# Manuel Pando
Manuel Pando war ein mexikanischer Fußballspieler und späterer -trainer, der – soweit nachvollziehbar – immer in seiner Heimatstadt Monterrey tätig war.

## Leben
Pando spielte beim ersten und für Jahre einzigen Erstliga-Auftritt des CF Monterrey in der Saison 1945/46 bei den „Rayados“ und übernahm später das Amt des Cheftrainers. Unter seiner Leitung gewann der Verein die Zweitliga-Meisterschaft in der Saison 1955/56, wodurch die Rückkehr in die höchste Spielklasse gelang. Doch auch als Trainer blieb seine Erstligazugehörigkeit auf eine Spielzeit begrenzt, weil die Rayados am Ende der Saison 1956/57 den unmittelbaren Abstieg hinnehmen mussten.
Nach dem Abstieg spielte der CF Monterrey erneut in der zweiten Liga, doch Pando begann mit einigen Mitstreitern ein neues Projekt. Gemeinsam mit einigen Mitstreitern gründete er mit den Jabatos de Nuevo León einen neuen Verein, dessen erster Trainer Pando auch beim Start in die Zweitliga-Saison 1958/59 war.